# Victot-Pontfol

Victot-Pontfol este o comună în departamentul Calvados, Franța. În 1 ianuarie 2022 avea o populație de 80 de locuitori.